# 广州style
广州style是2021年上旬起在中国内地网络流行的一首rap，在2022年4－5月广州市2019冠状病毒病聚集性疫情背景下创作和流行。该rap由南方网原创，被称为抗疫神曲。